# Orchestra Sinfonica della Virginia
L'Orchestra Sinfonica della Virginia (VSO) è un'orchestra americana che serve l'area metropolitana di Hampton Roads. L'orchestra esegue più di 200 concerti in tutta la regione, in particolare a Chrysler Hall nel Norfolk, nel Sandler Center per le Arti dello Spettacolo a Virginia Beach, nel Centro di Ferguson per le Arti a Newport News, nella sala della Phi Beta Kappa presso il College di William & Mary a Williamsburg ed alla Regent University in Virginia Beach. La VSO lavora anche a stretto contatto con la Virginia Opera e la Virginia Arts Festival così come con ogni distretto scolastico della regione.

## Storia
L'orchestra è stata fondata nel 1920 come Norfolk Symphony, ed è stata per un certo tempo l'unica orchestra americana tra Baltimora e Atlanta. Durante la crisi economica degli Stati Uniti e la recessione del 1970, la Virginia Symphony ha assunto la sua forma attuale nel 1979 con la fusione della Norfolk Symphony, Penisola Symphony Orchestra, e la Virginia Beach Pops Symphony.
Fra i direttori musicali del passato dell'orchestra ci sono Henry Cowles Whitehead, Edgar Schenkman e Russell Stanger. Nel maggio 1991 JoAnn Falletta è stata nominata undicesima direttrice musicale dell'orchestra. Il suo attuale presidente e Direttore Esecutivo Capo è Karen Philion.
L'Orchestra Sinfonica della Virginia si esibisce in Hampton Roads e Williamsburg.

## Direttori musicali
- Walter Edward Howe (1921–?)
- W. Henry Baker
- Bart Wirtz
- Arthur Fickenscher
- Frank L. Delpino
- Henry Cowles Whitehead (1934–1948)
- Edgar Schenkman (1948–1966)
- Russell Stanger (1966–1980)
- Richard Williams (1980–1986)
- Winston Dan Vogel (1986–1990)
- JoAnn Falletta (1991–oggi)